# Thrive - Live from The Rock and Roll of Fame and Museum
Thrive - Live From the Rock and Roll of Fame and Museum é o segundo álbum gravado ao vivo pela banda Newsboys, lançado a 18 de Junho de 2002.

## Faixas
1. "Giving It Over"
2. "Live In Stereo"
3. "Who?"
4. "Rescue"
5. "Million Pieces (Kissin' Your Cares Goodbye)"
6. "It is You"
7. "Entertaining Angels"
8. "Joy"
9. "The Fad of the Land" (Part. Michael Tait)
10. "Take Me to Your Leader"
11. "Thrive"
12. "Shine"
13. "Breakfast"
14. "Lord (I Don't Know)"